# Epitola entebbeana
Epitola entebbeana är en fjärilsart som beskrevs av Bethune-Baker 1926. Epitola entebbeana ingår i släktet Epitola och familjen juvelvingar. Inga underarter finns listade i Catalogue of Life.